# Лима (культура)
Лимская культура, или культура Лима, — цивилизация местного происхождения, существовавшая на территории современного Перу с 100 г. до н.э по примерно 650 г. н. э. Данная доинкская культура находилась в долинах рек Чильон, Римак и Лурин. Представлена в основном керамическими находками. Люди лимской культуры соорудили множество храмов, в настоящее время известных как «уака», которые до настоящего времени сохранились в городе Лима.